# Мейнард, Конор
Конор Пол Мейнард (англ. Conor Paul Maynard; род. 21 ноября 1992, Брайтон) — британский певец и автор песен.

## Биография

### 2009—2013: Первый успех, выпуск дебютного альбомаContrast
Мир узнал о Коноре Мейнарде как о исполнителе каверов, которые он выкладывал на своей странице на видеосервисе YouTube. Благодаря каверу на песню «Beautiful Monster» он привлёк внимание самого исполнителя и автора этой песни Ни-Йо, который вскоре стал его наставником. Благодаря ему Конору удалось подписать контракт с музыкальным лейблом Parlophone и начать работу над своим дебютным студийным альбомом, который позже получил название Contrast.
В ноябре 2011 года Конор вместе с Майклом Киванукой и Ланой Дель Рей был номинирован на премию Brand New for 2012 телеканала MTV, где в конце января 2012 года ему удалось победить с 48 % голосов зрительского голосования. Уже в марте того же года вышел первый видеоклип Конора на его дебютный сингл «Can’t Say No». Музыкальные критики оценили композицию положительно, назвав её как «игровая и весёлая вещь, направляющая тебя в другое направление». Многие даже сравнили Конора с его таким же молодым коллегой, как Джастин Бибер, но как заявил позже сам Конор, его не стоит сравнивать с Бибером, даже если они оба прославились благодаря YouTube.
В первую неделю после официального релиза сингл «Can’t Say No» был продан в количестве около 75 тысяч копий, что помогло треку стартовать со 2-й позиции в национальном чарте Великобритании. Также сингл был успешным в Ирландии и Шотландии. С таким успехом певца его начали приглашать на различные мероприятия и концерты, в том числе он впервые выступил на ежегодном летнем балу популярной британской радиостанции Capital FM, со зрительской аудиторией в 80 тысяч человек.
В июле 2012 года, за неделю до выпуска дебютного студийного альбома, состоялся релиз второго сингла в его поддержку «Vegas Girl», который также оказался успешным. Он вошёл в первую десятку британского чарта синглов, достигая 4-й пиковой позиции. 30 июля того же года реализовался долгожданный дебютный студийный альбом певца Contrast. В него вошли ранее выпущенные синглы «Can’t Say No» и «Vegas Girl», а также дуэты с Ритой Орой, Ни-Йо и Фарреллом Уильямсом. Пластинка пользовалась большим спросом в Великобритании, где возглавила официальный альбомный чарт UK Albums Chart и даже получила «серебряную» сертификацию.
В сентябре был представлен клип на песню «Turn Around», при участии американского певца Ни-Йо. А уже в октябре, песня была выпущена в качестве третьего сингла из альбома Contrast. Позже был также выпущен четвёртый сингл в поддержку именитой пластинки, которым стала песня «Animal». Для сингловой версии композиция была перезаписана в дуэте с рэпером Уайли. После продвижения альбома Contrast, Конор выпустил свою первую книгу под названием Take Off. В ней певец решил описать свой путь к славе, взлеты и падения. Книга была запущена в продажу в октябре 2013 года, как и на физических, так и на цифровых носителях.

### 2014 — наст. время: Работа над вторым студийным альбомом
В настоящее время певец готовит к выпуску свой второй студийный альбом. Как он обещает, альбом будет отличаться от дебютного, и будет содержать новое звучание. В поддержку будущей пластинки уже был выпущен заглавной сингл «R U Crazy», написанный в соавторстве с известным британским музыкантом Лабринтом. Сингл смог попасть в топ-5 британского хит-парада UK Singles Chart, достигая 4-го места. В начале марта 2015 года Конор представил второй сингл в поддержку будущего альбома — песню «Talking About», а также видеоклип к ней.

## Дискография
Студийные альбомы
- Contrast (2012)

Синглы
- «Can’t Say No» (2012)
- «Vegas Girl» (2012)
- «Turn Around» (feat. Ne-Yo; 2012)
- «Animal» (feat. Wiley; 2013)
- «R U Crazy» (2013)
- «Talking About» (2015)

## Видеография
- «Can’t Say No» (режиссёр Рохан Блэр-Мангат; 2012)
- «Vegas Girl» (режиссёр Трэвис Копач; 2012)
- «Turn Around» (режиссёр Колин Тилли; 2012)
- «Animal» (режиссёр Тим Маттиа; 2012)
- «R U Crazy» (режиссёры Матильда Финн и Лоуренс Блейк; 2013)
- «Talking About» (2015)

## Награды и номинации
| Год  | Награда                            | Номинированная работа | Категория                       | Результат |
| ---- | ---------------------------------- | --------------------- | ------------------------------- | --------- |
| 2012 | BBC Radio 1 Teen Awards            | «Contrast»            | «Лучший альбом Великобритании»  | Номинация |
| 2012 | MOBO Awards                        | Конор Мейнард         | «Лучший дебют»                  | Номинация |
| 2012 | MTV Europe Music Awards            | Конор Мейнард         | «Лучший артист Великобритании»  | Номинация |
| 2013 | Popdust Awards                     | Конор Мейнард         | «Поп-звезда года»               | Номинация |
| 2013 | Nickelodeon UK Kids' Choice Awards | Конор Мейнард         | «Лучший британский исполнитель» | Номинация |